# Acropyga butteli
Acropyga butteli é uma espécie de formiga do gênero Acropyga, pertencente à subfamília Formicinae.